# Nyköpings församling
Nyköpings församling är en församling i Nyköpings kontrakt i Strängnäs stift. Församlingen ligger i Nyköpings kommun i Södermanlands län och utgör ett enförsamlingspastorat. Till medlemsantal är församlingen stiftets största.

## Administrativ historik
Församlingen bildades 2014 genom sammanslagning av Nyköpings Alla Helgona församling med Nyköpings Sankt Nicolai församling och utgör sedan bildandet ett enförsamlingspastorat.

## Kyrkor
- Alla Helgona kyrka
- Franciscuskapellet
- Mariakapellet
- Oppebykyrkan
- Sankta Katarina kyrka
- Sankt Nicolai kyrka
- Svärta kyrka